# 아가사야
아가사야는 "날카로운 음성"이란 뜻으로 반신이었다. 여전사 신인 그녀는 하늘의 전사로 이쉬타르에 병합되었다.  